# Burgoslagarna
Burgoslagarna utfärdades 1512 var det första försöket att fastställa de rättsliga villkoren för den spanska erövringen av Amerika. Mötet i Burgos sammankallades av kung Ferdinand som mottagit information från dominikanermunken Antonio de Montesinos vilken under sitt besök på den nyupptäckta kontinenten upprörts av hur spanjorerna behandlade de infödda folken. Burgoslagarna syftade till att reglera spanjorernas verksamhet i Amerika, enligt dessa skulle indianerna behandlas anständigt, ges mat och kläder samt omvändas till den kristna tron.